# Slot 2

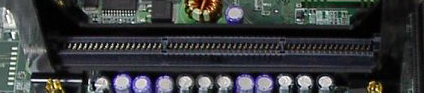
Slot 2

Slot 2 är en processorsockel för vissa av Intels Pentium II Xeon och Pentium III Xeon processorer. Sockeln ersattes med Pentium III (Tualatin) av Socket 370.